# Iglesia de Santa María la Mayor (Villamuriel de Cerrato)
La iglesia de Santa María la Mayor de Villamuriel de Cerrato (provincia de Palencia, Castilla y León, España) es un templo de culto católico levantado en el siglo XIII en estilo protogótico o gótico primitivo, dentro de lo que todavía puede considerarse una transición desde el románico. Su arquitectura depurada, libre de reconstrucciones o ampliaciones posteriores de diferentes estilos (salvo en la torre), le convierte en un monumento emblemático de este estilo en Castilla y León, siendo su elemento más destacado el cimborrio octogonal sobre bóveda radial, de reminiscencias románicas.

## Historia
Construida a principios del siglo XIII o quizás a finales del siglo XII, en tiempos del obispo Arderico (1184-1207), con un claro carácter protector y defensivo. Siglos después, la iglesia, salvo la parte superior la torre, se salvó del destrozo bélico que afectó a Villamuriel en 1520, cuando el alcázar contiguo a la misma, usado desde largo tiempo atrás por los obispos palentinos como residencia estival, fue asaltado y destruido en el curso de la levantamiento comunero y rigiendo la prelatura de Pedro Ruiz de la Mota, limosnero particular del emperador Carlos V y por lo tanto enemigo de los comuneros.
Bien de Interés Cultural (BIC), esta iglesia de Santa María la Mayor fue declarada Monumento Histórico-Artístico de interés nacional el 3 de junio de 1931. Restaurado en años recientes, el templo permanece abierto todos los días para su visita, que puede realizarse salvo en horario de culto.

## Descripción

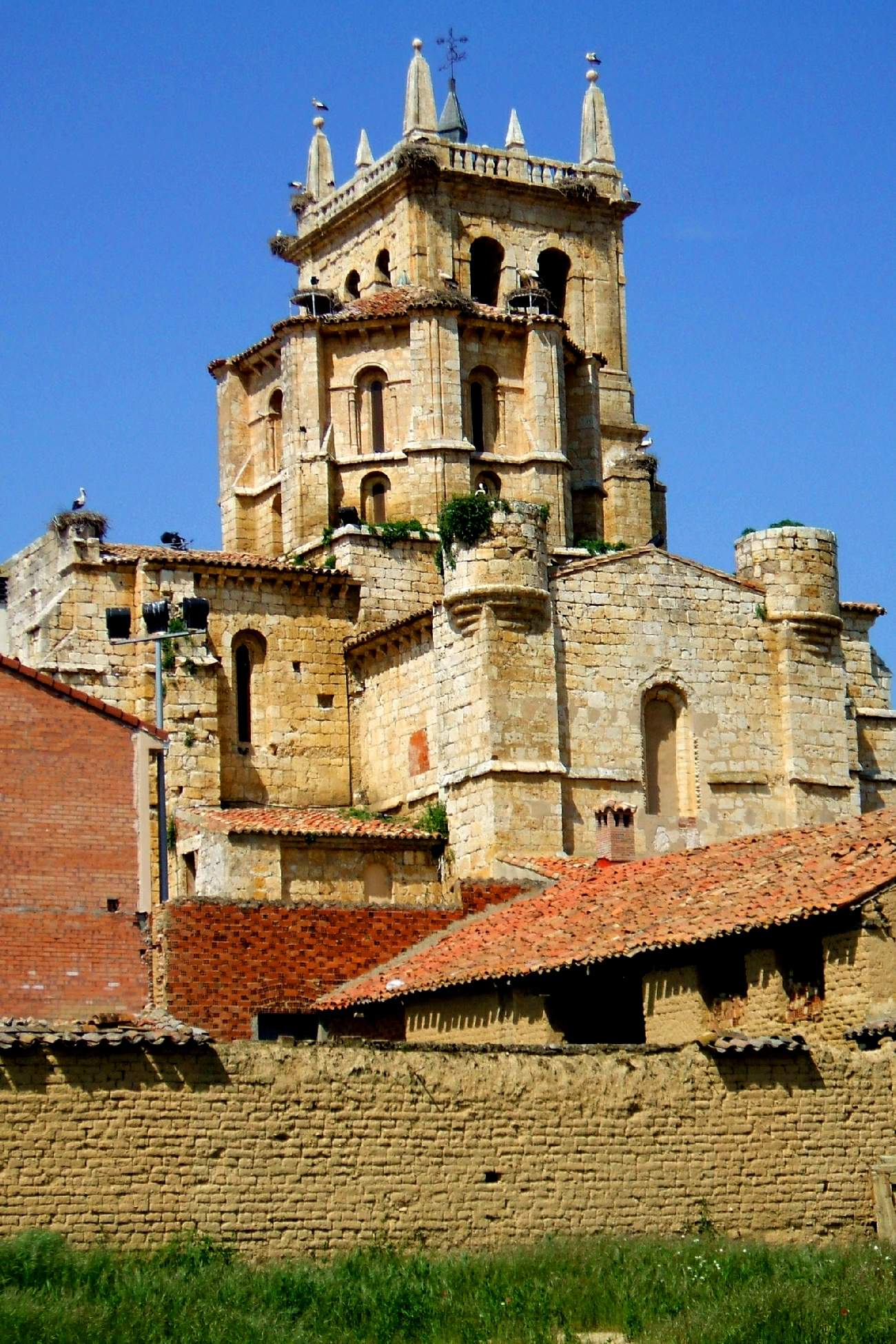
Aspecto de la cabecera y el cimborrio.

Se trata de un templo construido en sillería con planta de tres naves, más alta la central, segmentadas en tres tramos. Las naves son intersecadas por una nave transversal o transepto, formando crucero, de la misma altura que la nave principal. Los ábsides de la cabecera son rectos, como los testeros del transepto. Las cubiertas se resuelven con bóveda de crucería sencilla. Los estrechos ventanales, así como las portadas de las fachadas occidental, a los pies, y septentrional, en la nave del Evangelio, oscilan entre el arco de medio punto propiamente románico y el arco levemente apuntado, pudiéndose hablar de formas románico ojivales. La portada septentrional, con tres arquivoltas apeadas en baquetones -de las cuales la inferior está decorada con hojas de parra- e intradós angrelado con trilóbulos, es decididamente románica, al igual que el óculo de dos secciones caladas que se abre en la fachada de poniente. En el ábside y en el testero norte del transepto se conservan tres garitas esquineras desprovistas de almenas, que aunque no funcionales refuerzan la sensación defensiva y militar del templo.
En el primer tramo de la nave principal se ubica el coro alto, obra renacentista mandada construir en 1571 por el obispo Juan Ramírez de Zapata, que sostiene un arco escarzano y se asoma a la nave con balaustrada. Para aportar luz adicional al coro se abrió un óculo adicional a la fachada, debajo del óculo románico, rompiendo exteriormente una arquería ciega apuntada de cuatro vanos. El sotacoro presenta el tipo habitual de bóveda aplanada de crucería compleja y gruesas claves-medallones.

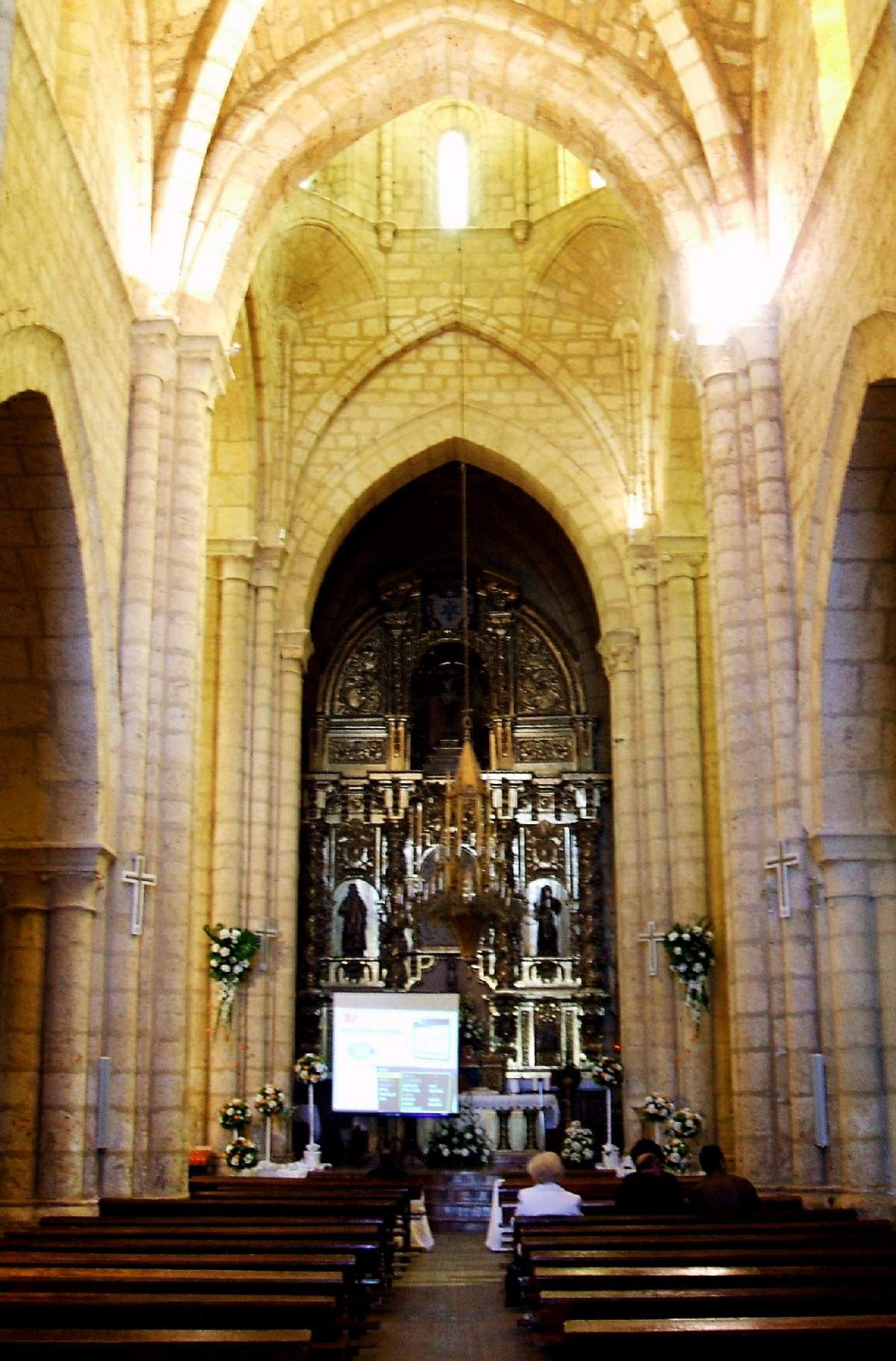
Nave central, crucero y retablo mayor.

El juego de alturas de los distintos volúmenes arquitectónicos, unido a la parquedad decorativa, otorga a la fábrica una impresión de obra maciza y sobria, pero elegante al mismo tiempo. 

### Torre
La verticalidad del edificio es acentuada en el exterior por la recia torre situada a los pies y orientada al norte, en la que se aprecian dos partes: la inferior, formada por los tres primeros cuerpos, que en origen era construcción tardorrománica, como delatan los arquillos abocinados cegados, pero que fue rehecha y seguramente elevada en tiempos del obispo Pedro de Castilla y de Eril (1439–1464), y más tarde, hacia 1524, por el obispo Antonio de Rojas, que reconstruyó las partes derribadas por los comuneros. 
La parte de construcción más reciente es el cuerpo superior que aloja el campanario, realizado a finales del siglo XVI en estilo herreriano, con sus característicos remates piramidales y embolados.

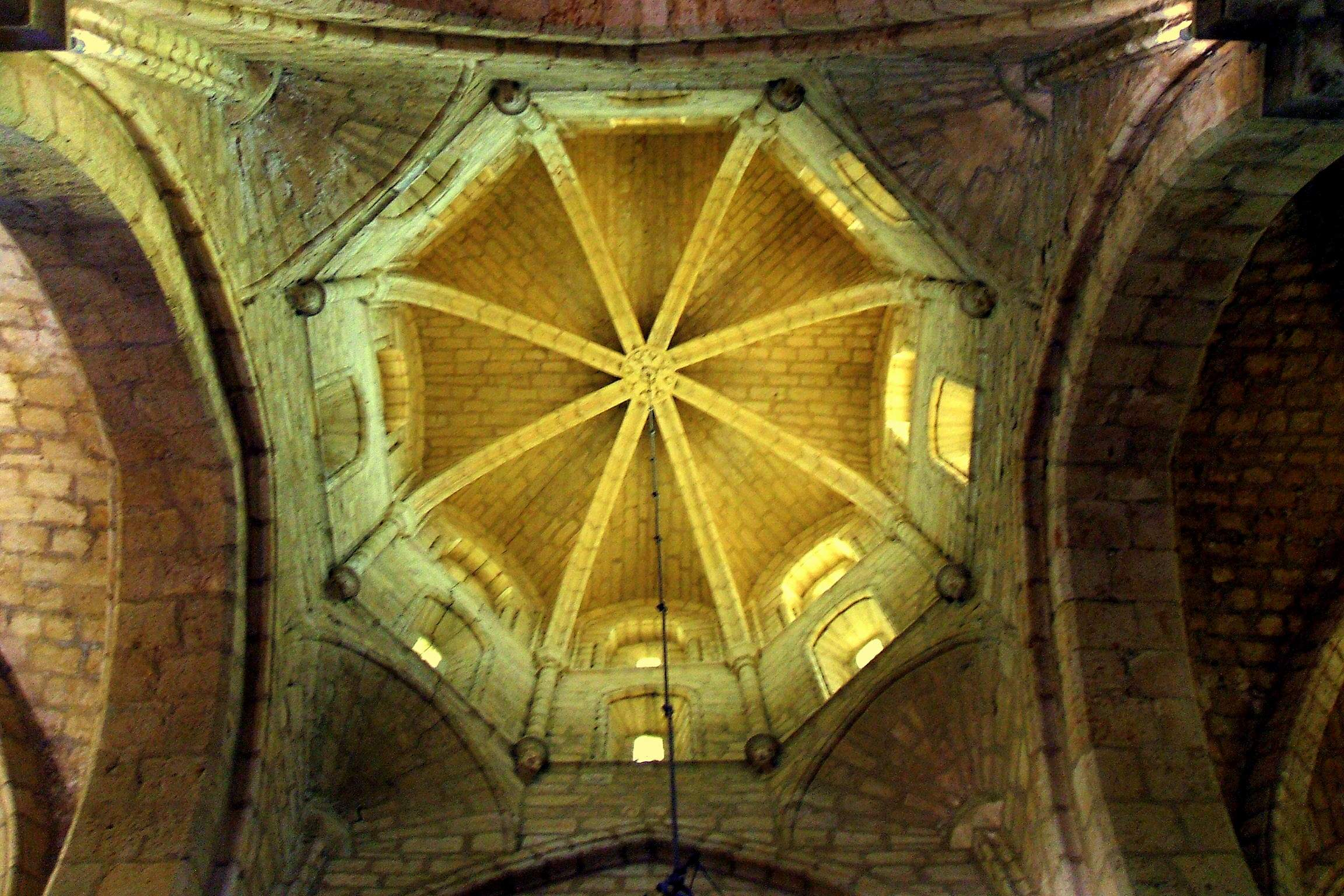
Cimborrio protogótico (s-XIII).

### El cimborrio protogótico
El elemento de mayor interés artístico del templo es, sin duda, el cimborrio del crucero, cuya arquitectura protogótica de comienzos del siglo XIII se ha conservado mejor en Cataluña, Aragón y Navarra. Se trata de una estructura octogonal levantada sobre un cubo y conformada por dos cuerpos de arquillos de medio punto abocinados de tradición románica, que separan gruesos contrafuertes esquineros. La arquería del cuerpo superior presenta línea de imposta y bajo ella derrame del arco mediante capiteles y baquetones; la arquería del cuerpo inferior carece de dichos elementos decorativos. Interiormente, el cimborrio se resuelve mediante bóveda de ocho radios que arrancan de una clave central, bajo la cual discurre la linterna con sus vanos. Los nervios apean en baquetones sobre las aristas y todo el conjunto se sostiene sobre trompas, que a su vez descansan sobre arcos torales y pilares cruciformes con columnas acodilladas. Se trata de una construcción pura, austera, desprovista de ornatos no funcionales, que permite la entrada de mucha luz a la iglesia.

### Mobiliario
El mobiliario interior consiste en varios retablos dorados y tallas de épocas barroca y rococó. El Retablo Mayor responde al modelo hexástilo, con predela, cuerpo de tres calles y ático semicircular. Es obra terminada en 1700 por Tomás de Sierra. En el nicho principal, hoy vacío, se situaba la imagen de la patrona del templo, Santa María, protagonista en 1601 de un episodio milagroso concerniente a unos cirios. Esta talla, ricamente ataviada y con el Niño en brazos, se muestra hoy exenta. En las calles laterales del retablo se emplazan imágenes de san Francisco de Padua y san Antolín, mientras que un crucifijo del siglo XVI ocupa el Calvario. En la predela, pequeños relieves del Milagro de santa Leocadia y la Imposición de la casulla a San Ildefonso. 
En el hastial meridional del transepto, en el lado de la Epístola, se ubica un retablo facturado por Francisco Tejedor en 1771 y dedicado a Santiago Peregrino. Frente a él, en el hastial del lado del Evangelio, un segundo retablo presenta imágenes de san Francisco de Borja, san Antonio de Padua y santa Bárbara. Otros dos retablos están dedicados a la Sagrada Familia y a Cristo en la Cruz. Sobre la puerta de la sacristía se encuentra un interesante relieve con el tema de la Resurrección de Cristo.

## Galería de imágenes

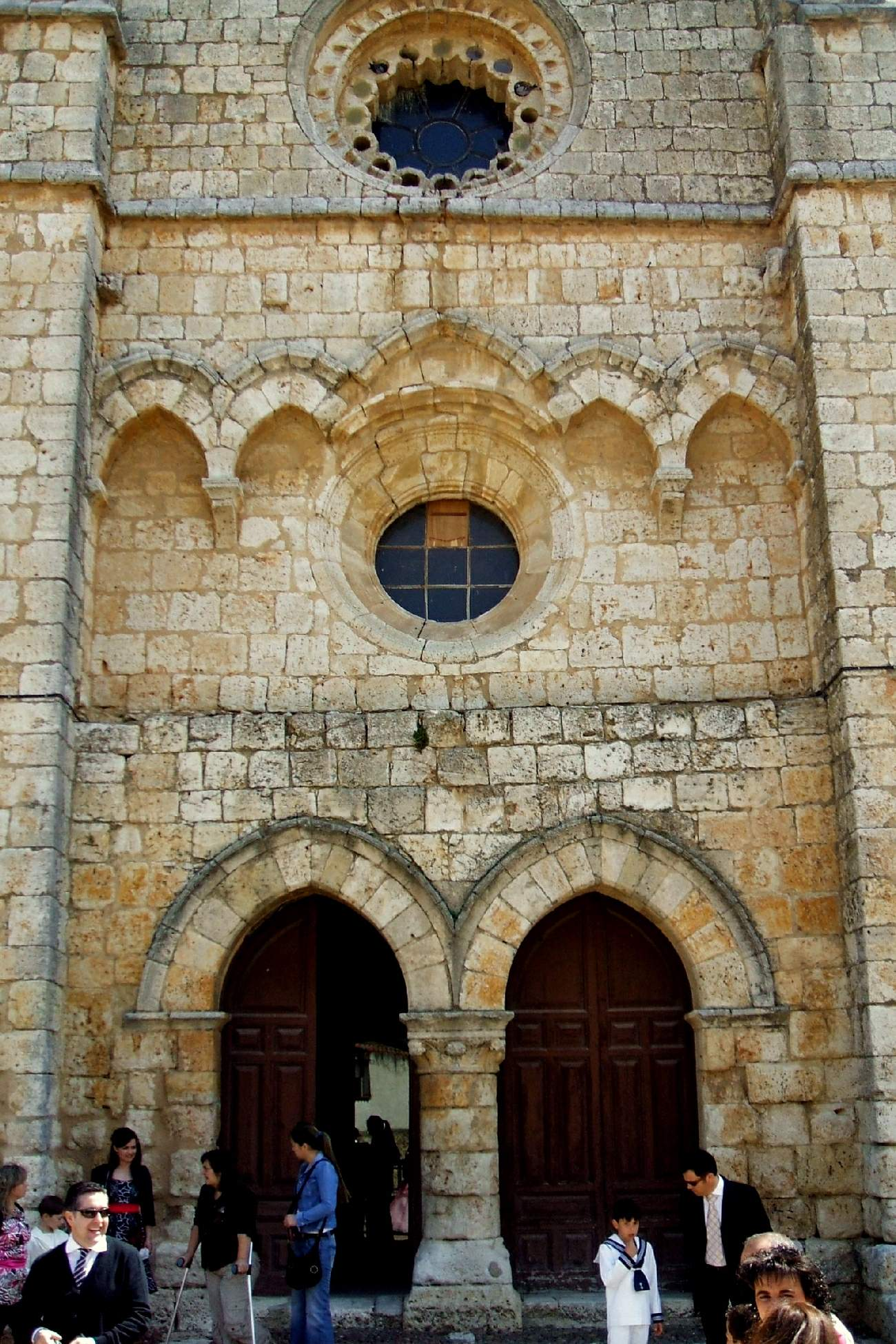
Portada occidental
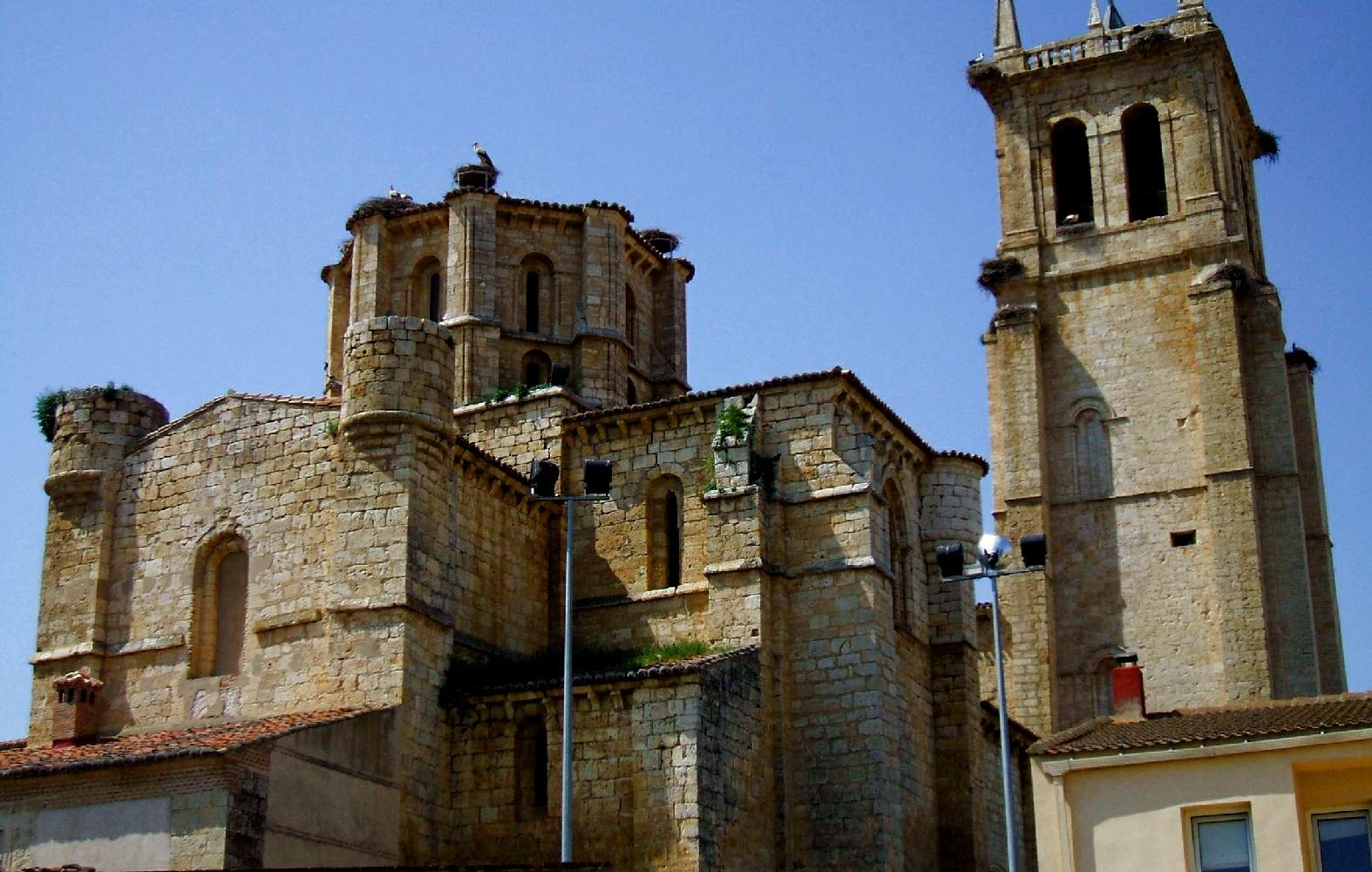
Ábsides, cimborrio y torre
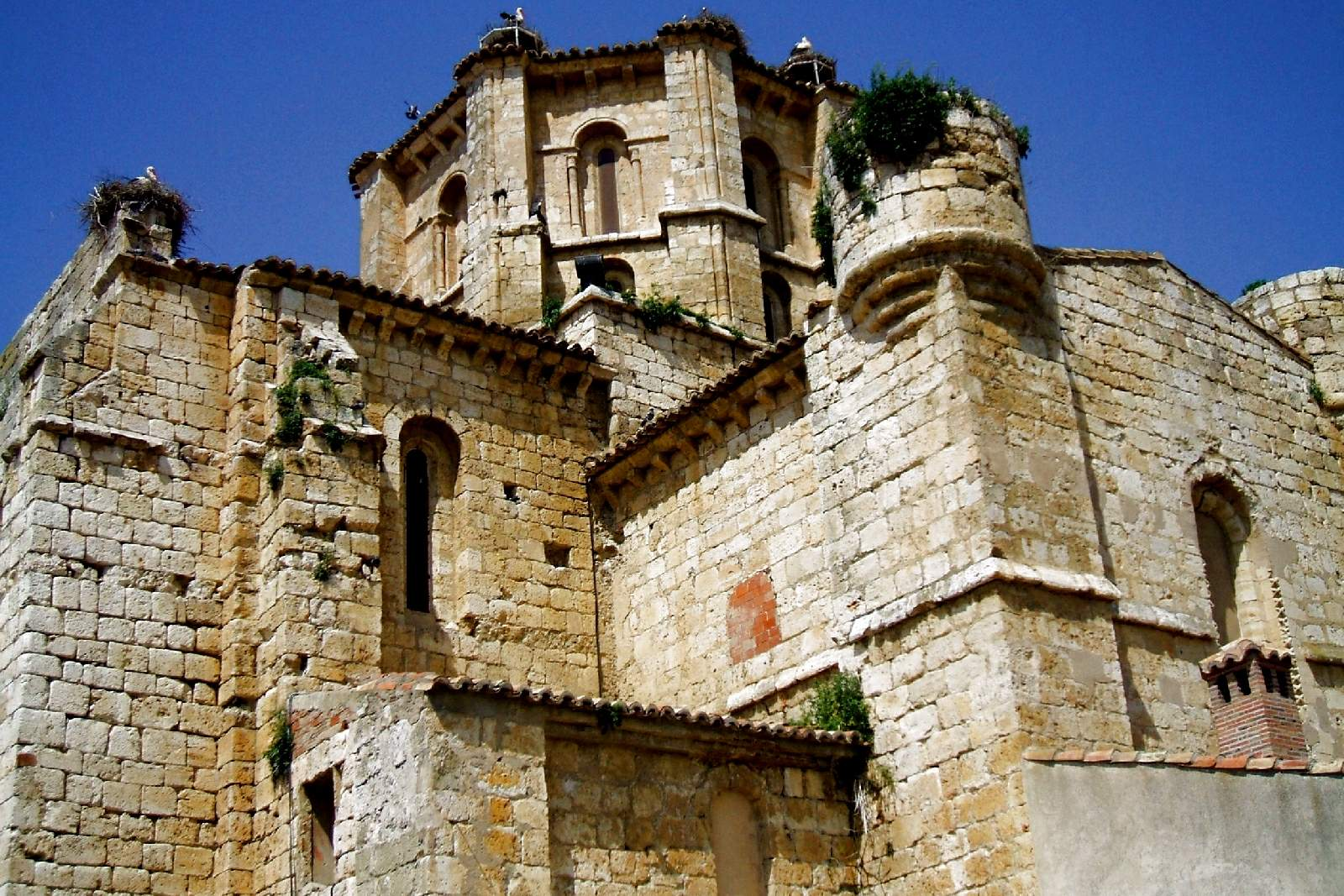
Ábside y cimborrio
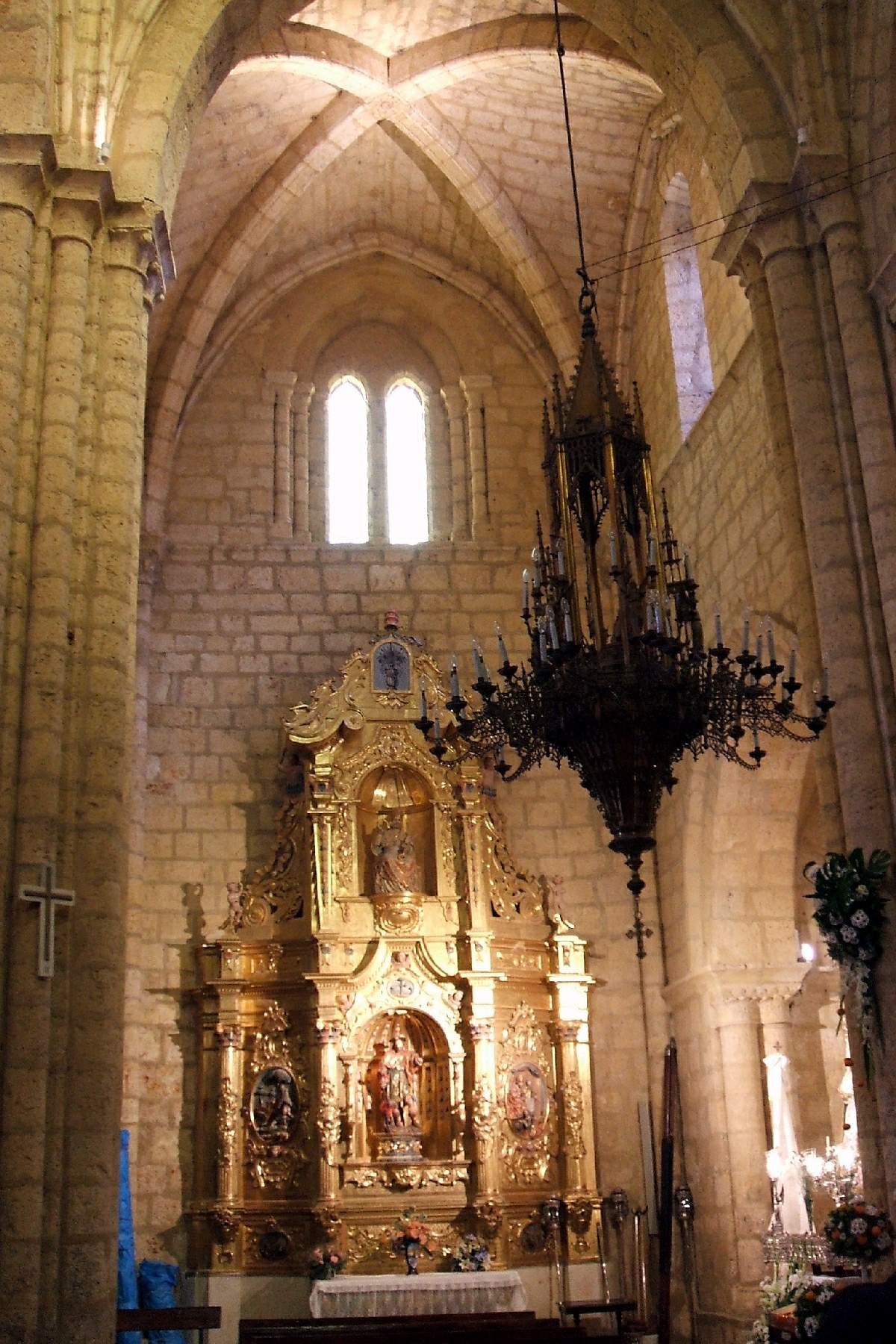
Brazo meridional del transepto
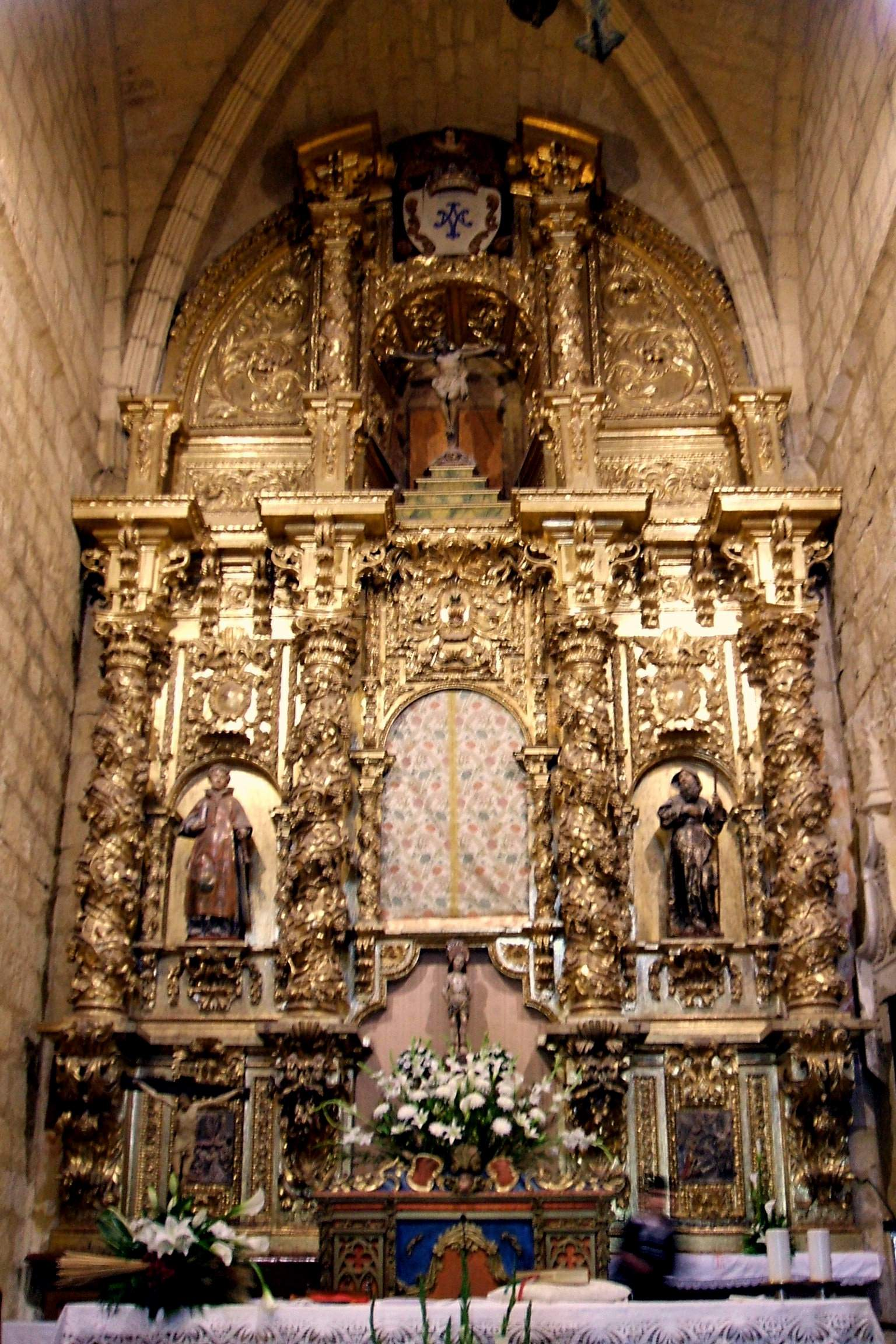
Retablo Mayor